# 青山道 (南澳州)
青山道（英語：Greenhill Road）是南澳州阿德萊德一條主要道路。道路呈東西走向，連接阿德萊德市中心、東部城郊和山區城郊。道路通車初期，為電車網絡取道之一。於繁忙時段從濱世前往市中心需時十五分鐘；其他時段則約需時十分鐘。

## 簡介
青山道在阿德萊德山路段為單線雙程道路，東始於阿德萊德山包漢拿（Balhannah），連接嘉利涌（Carey Gully）、油利拿（Uraidla）、深蔴村（Summertown）、青山（Greenhill）。
青山道在濱世市一段為四線雙程道路，經過濱世、希世活柏、連登柏、德士摩、圖勒花園、都威治、嘉蘭世德。青山道在市中心南部外圍為六線雙程道路，屬於市中心環狀幹線一部份；此段曾計劃命名為公園臺（Park Terrace）。青山道西接列治文道（Richmond Road），並與澳紐軍團公路交界。

## 事件
在1983年聖灰日火災，青山道共有十一人死亡。